# Alois Harrer
Alois Harrer (* 15. September 1926 in Buchenberg; † 23. September 2009 in Sonthofen) war ein deutscher Skilangläufer.

## Werdegang
Alois Harrer belegte bei den Olympischen Winterspielen 1952 in Oslo im 18 Kilometer-Rennen den 59. Platz. Ein Jahr später wurde Harrer über die gleiche Distanz Siebter bei den Deutschen Meisterschaften. Mit der 4 × 10-km-Staffel gewann er bei den Deutschen Meisterschaften 1954 Silber. Ein Jahr später war es Staffel-Bronze sowie Platz fünf über 30 km.
Von Beruf war Harrer Polizist.